# Sangabasis circularis
Sangabasis circularis is een libellensoort uit de familie van de waterjuffers (Coenagrionidae), onderorde juffers (Zygoptera). De wetenschappelijke naam van de soort is als Amphicnemis circularis voor het eerst geldig gepubliceerd in 1974 door Lieftinck.
1. ↑  (en) Sangabasis circularis op de IUCN Red List of Threatened Species.